# Florêncio (cônsul em 361)
Flávio Florêncio (em latim: Flavius Florentius) foi um oficial romano do século IV, ativo sob o imperador Constâncio II (r. 337–361). Atuou como conde e prefeito pretoriano Gália e Ilíria. Também foi feito cônsul em 361 antes de cair em desgraça quando o césar Juliano tornou-se imperador. Florêncio era pai de Luciano e talvez de Florêncio.

## Biografia
Florêncio aparece pela primeira vez em 345, quando serviu como um dos condes do imperador Constâncio II (r. 337–361). Entre 357 e 360, serviu como prefeito pretoriano da Gália sob o césar Juliano. Em 357, aconselhou Juliano a atacar os alamanos em Argentorato. No inverno de 357/358, como a receita da Gália não atingiu os níveis desejados a partir da pesquisa de impostos, tomou medidas para aumentar a tributação para compensar o déficit. No entanto, Juliano se opôs a implantação de nova carga tributária sobre o povo da Gália e Constâncio decidiu ir contra a política de seu próprio prefeito.
Em 358/359, propôs pagar cerca de 900 quilos de prata aos germanos para permitirem que a frota de cereais de Juliano proveniente da Britânia passasse com segurança pelo Reno e submeteu a proposta a Constâncio, porém a mesma foi declinada por Juliano. Em 359, Florêncio apoiou Juliano com tropas e suprimentos no Reno. Segundo Libânio, ele fez menção ao caso de um governador corrupto a Juliano e, em contrariedade ao seu veredito de culpa, assegurou a reconvocação de Salúcio por Constâncio; o incidente foi citado na epístola 17 de Juliano. Segundo Amiano Marcelino, Florêncio solicitou que Constâncio retirasse as tropas de Juliano em direção ao fronte oriental e, ciente que a exigência causaria problemas, retirou-se para Viena sobre pretexto de coletar suprimentos.
Ao tomar ciência da elevação de Juliano como augusto, abandonou a Gália em direção a corte de Constantinopla, onde Constâncio estava. Juliano enviou-lhe sua família e propriedades e Constâncio nomeou Nebrídio como seu sucessor. Constâncio nomeou-o em 360 como prefeito pretoriano da Ilíria em sucessão do falecido Anatólio e em 361 o nomeou cônsul. Quando Juliano se aproximou da Ilíria, Florêncio fugiu para junto de Constâncio. Não muito tempo depois de Juliano tornar-se imperador um tribunal foi instalado na Calcedônia e, em 362, Florêncio foi condenado. Quando dois ex-membros do serviço secreto ofereceram-se para informar a Juliano onde Florêncio estava escondido, ele repreendeu-os como informantes e se recusou a ouvir mais, preferindo deixá-lo escondido com medo. Florêncio permaneceu escondido até a morte de Juliano, em 363.